# Mauritshuis
A Mauritshuis (Maurits-ház) királyi képgaléria egy művészeti múzeum a hollandiai Hágában. A ház nevét korábbi tulajdonosáról, János Móric nassau-siegeni grófról kapta. A múzeum tulajdonában számos híres németalföldi festő műve található, többek között Jan Vermeer van Delft, Rembrandt van Rijn, Jan Steen, Paulus Potter, Frans Hals és ifjabb Hans Holbein képei.

## Az épület

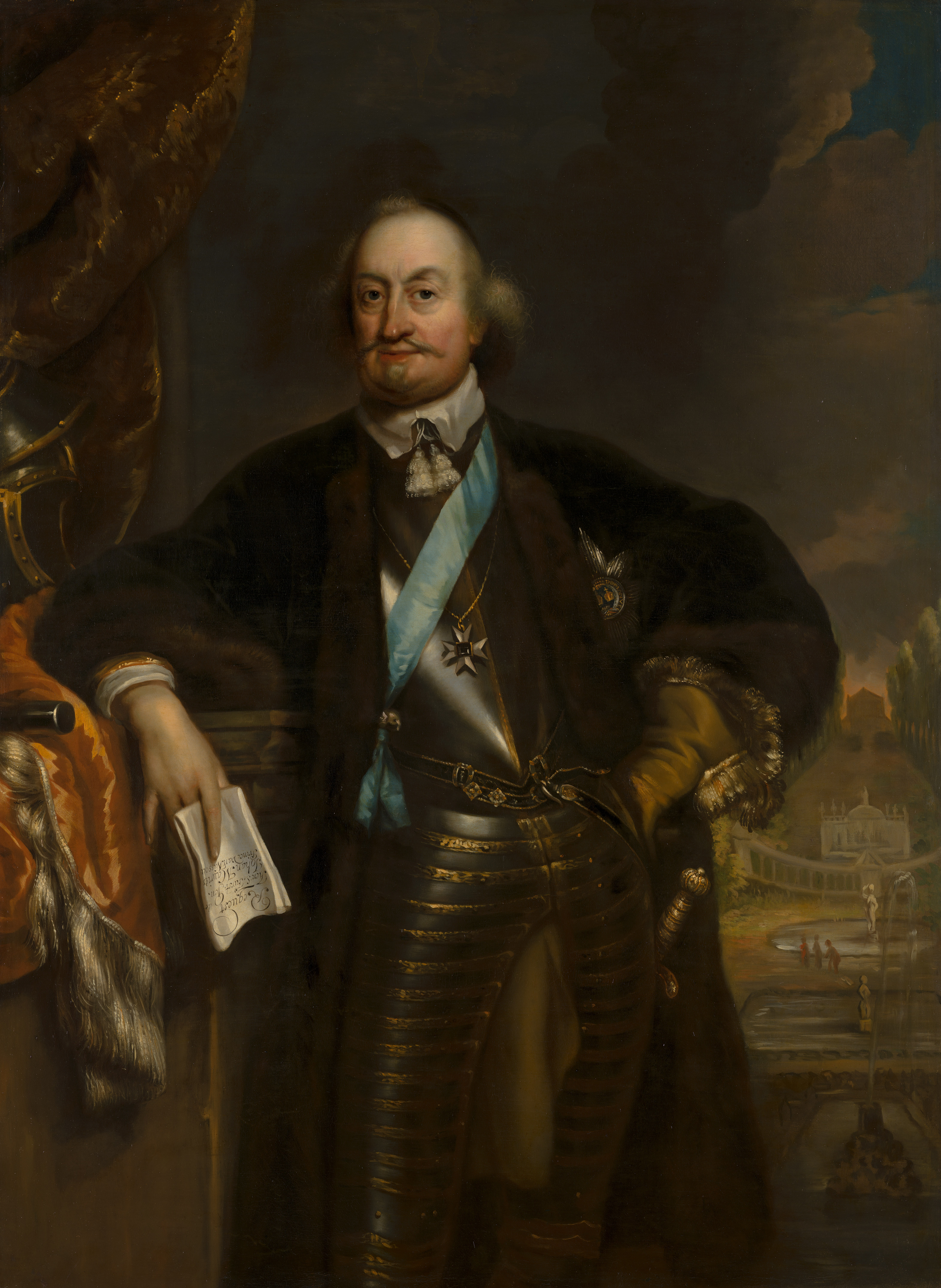
János Móric herceg Jan de Baen festményén

1631-ben János Móric nassau-siegeni gróf és katonatiszt (1604–1679), Frigyes Henrik orániai herceg unokatestvére Hága belvárosában, a Hofvijver („Udvari tavacska”) mellett vett telket. Ekkor Hága volt a holland köztársaság (1581–1795) központja.
A nevét viselő ház 1636–1641 között épült, amikor ő volt Holland-Brazília kormányzója. a holland klasszicista épületet Jacob van Campen és Pieter Post holland építészek tervezték. A kétemeletes épület szimmetrikusan négy lakrészt és egy hatalmas termet tartalmaz. Az épületnek eredetileg kupolája volt is, de az 1704-es tűzvészben elpusztult.
János Móric herceg halála, 1679 után az épület a Maes család tulajdonába került, ők pedig 1704-ben a holland kormányra ruházták át a házat. Ebben az évben szinte a ház egész belső része leégett. 1708 és 1718 között renoválták. 1820-ban a házat a holland állam megvette a házat a Királyi képtár számára.
A múzeum valósághű, kicsinyített mása a Hága melletti Madurodam makettparkban is látható.

## A múzeum
A múzeum 1822-ben nyílt meg, a Királyi képtár és a Királyi ritkaságok gyűjteménye található benne. 1875 óta csak festmények találhatók benne. A Mauritshuis 1995-ig állami tulajdonban volt, azután privatizálták, így került egy alapítvány tulajdonába.
2007-ben a múzeum látogatottsága majdnem 250 000 látogatót tett ki.

## Galéria

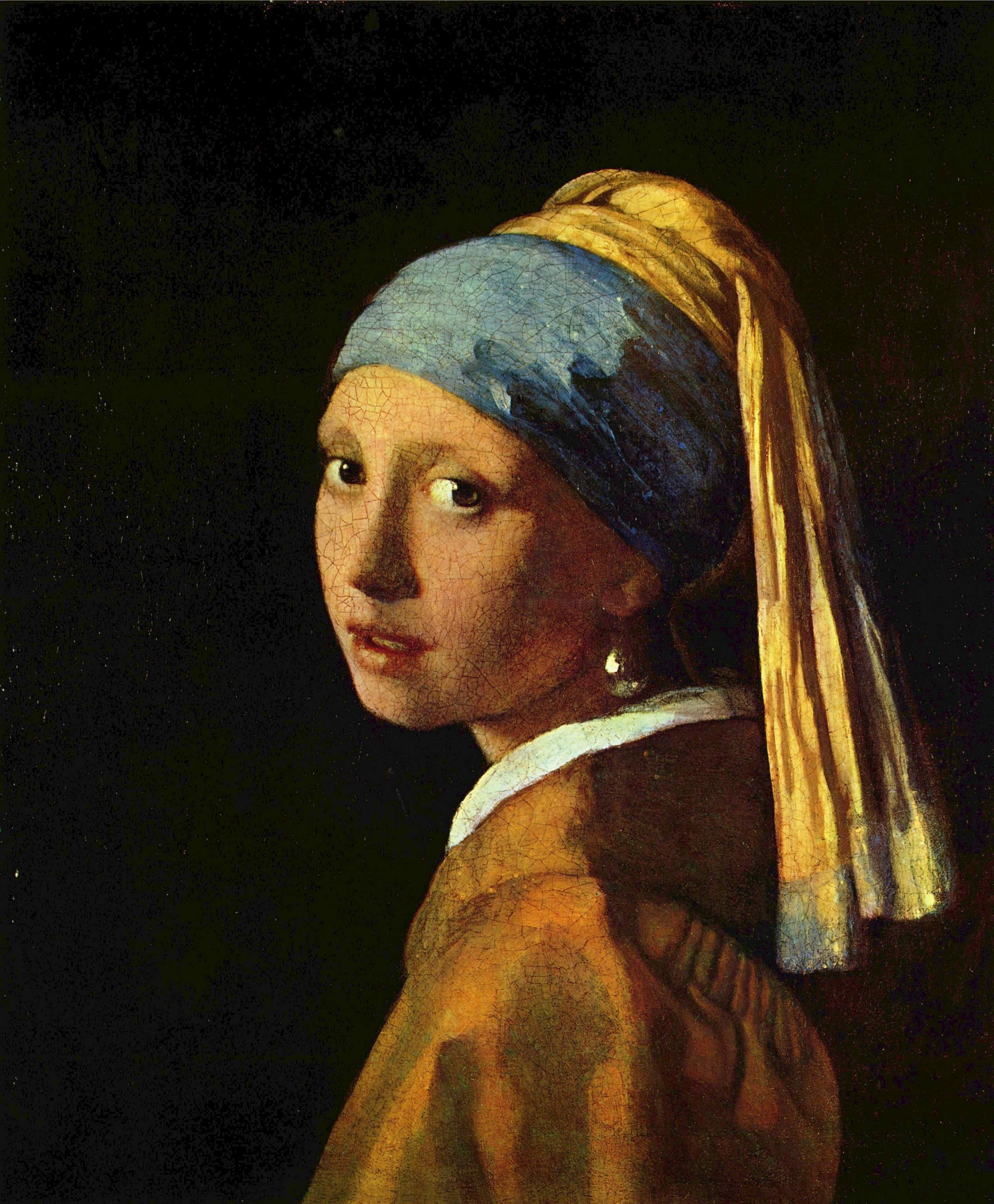
Jan Vermeer van Delft Leány gyöngy fülbevalóval (1665 körül)
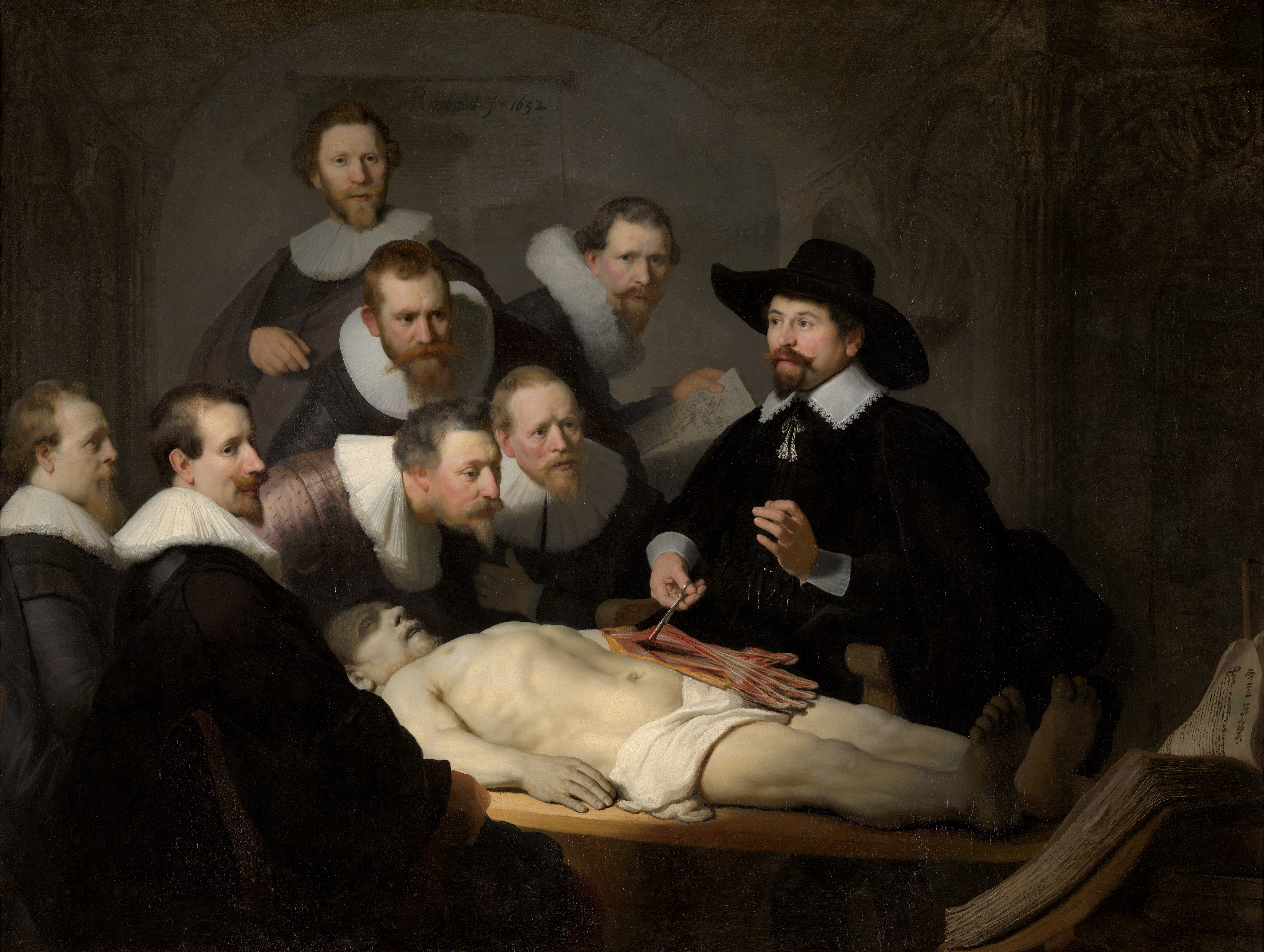
Rembrandt van Rijn Dr. Tulp anatómiája (1632)
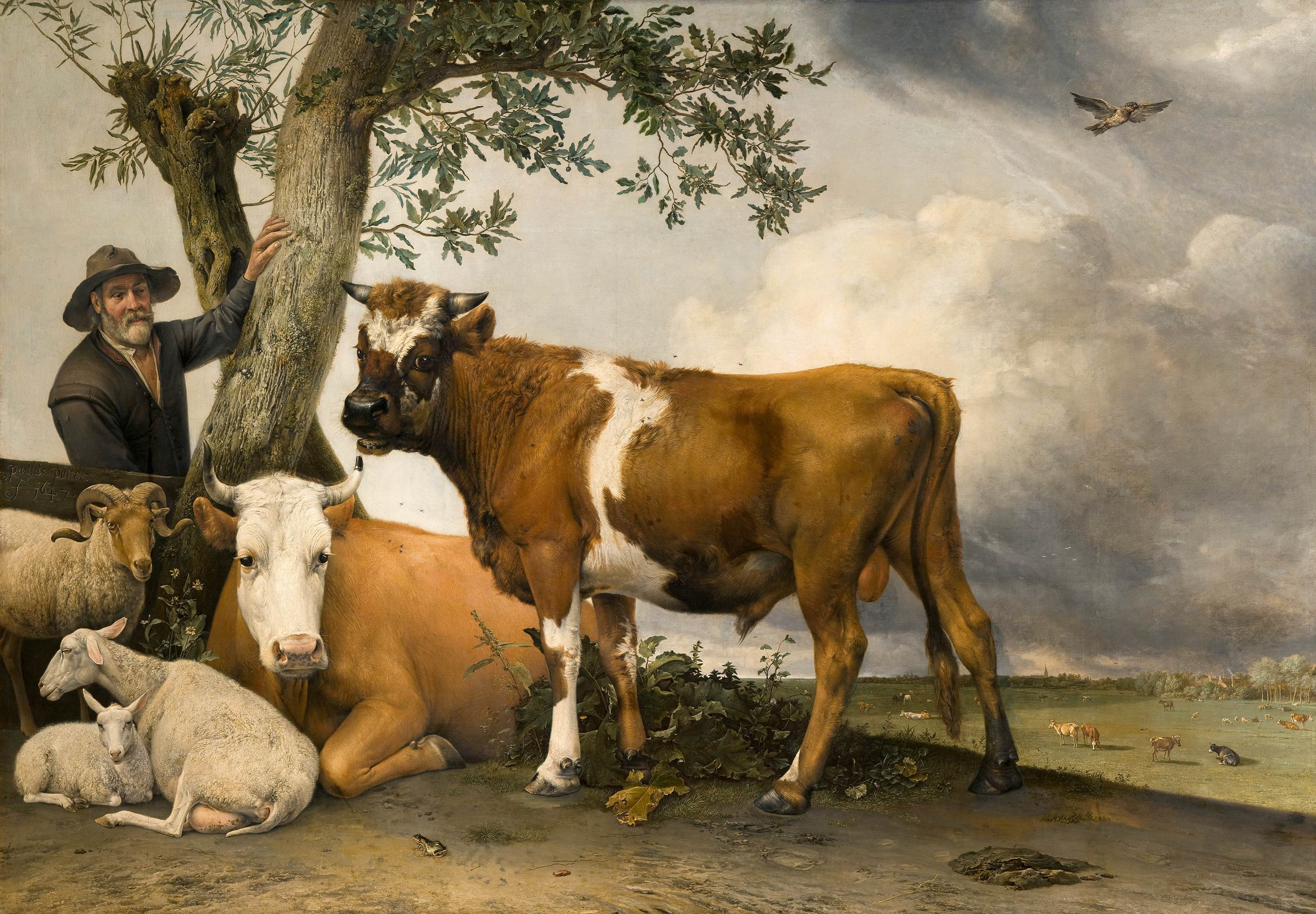
Paulus Potter A bika (1647 körül)
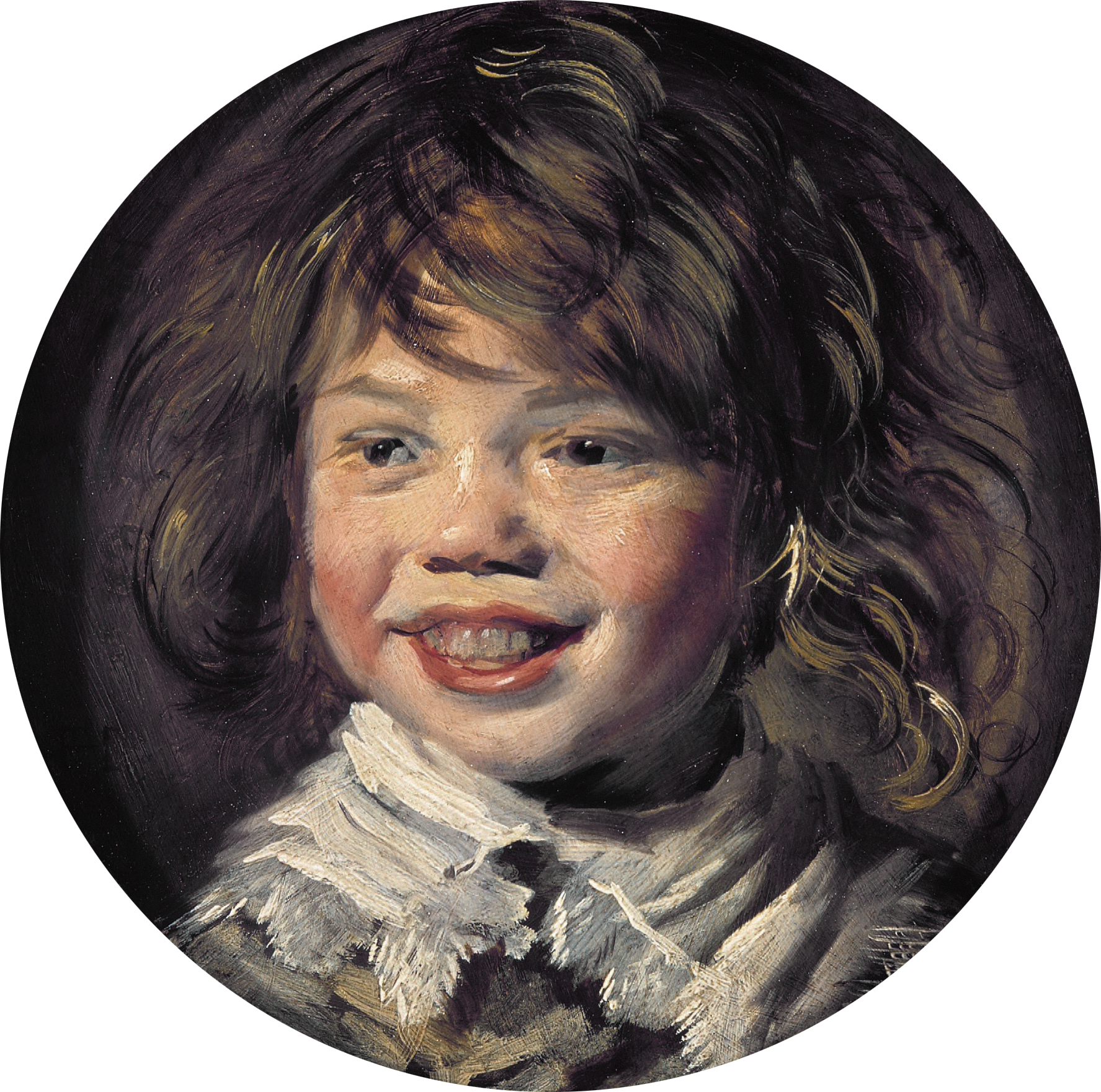
Frans Hals Nevető fiú (1625 körül)
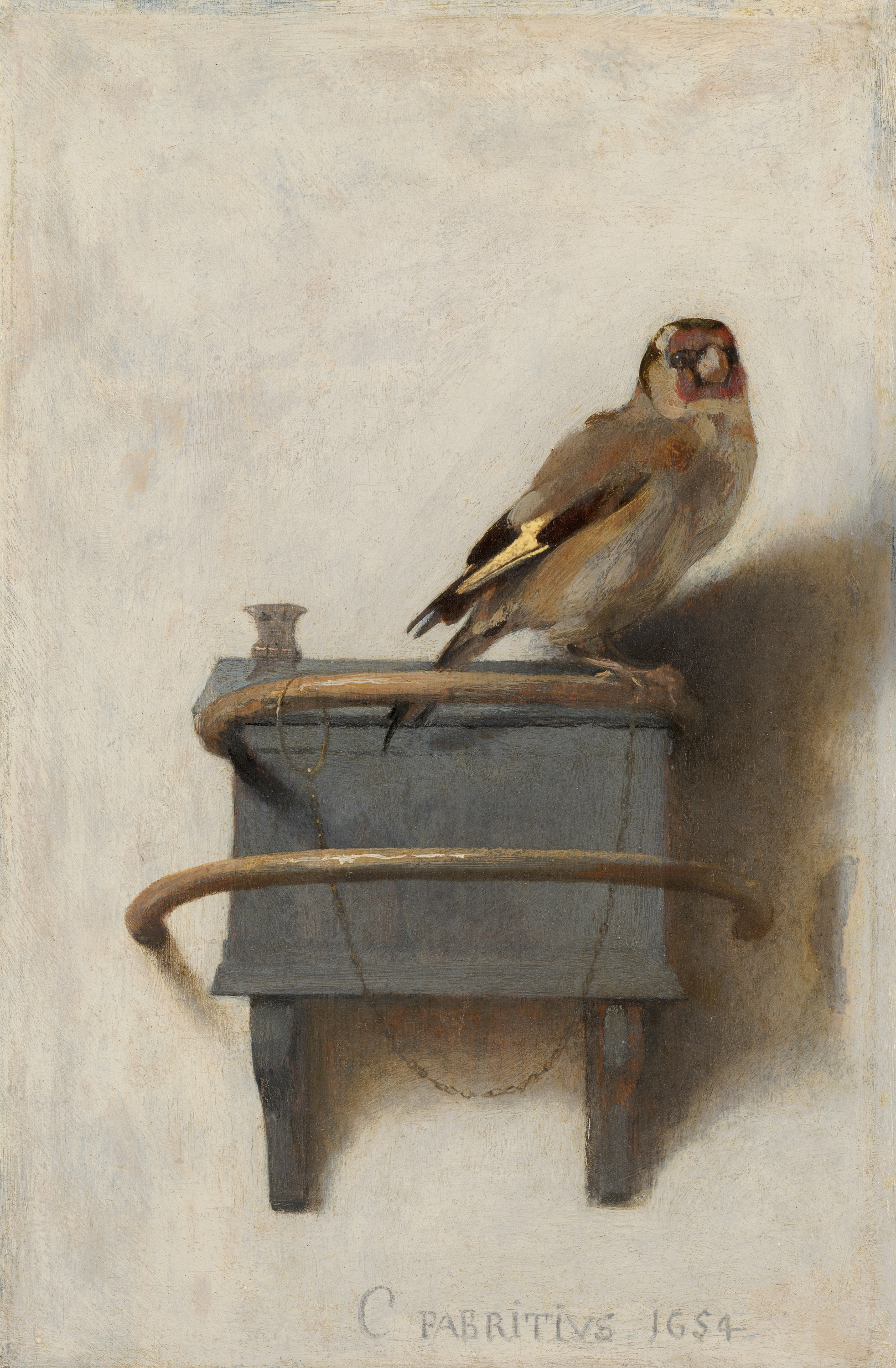
Carel Fabritius Az aranypinty (1654)
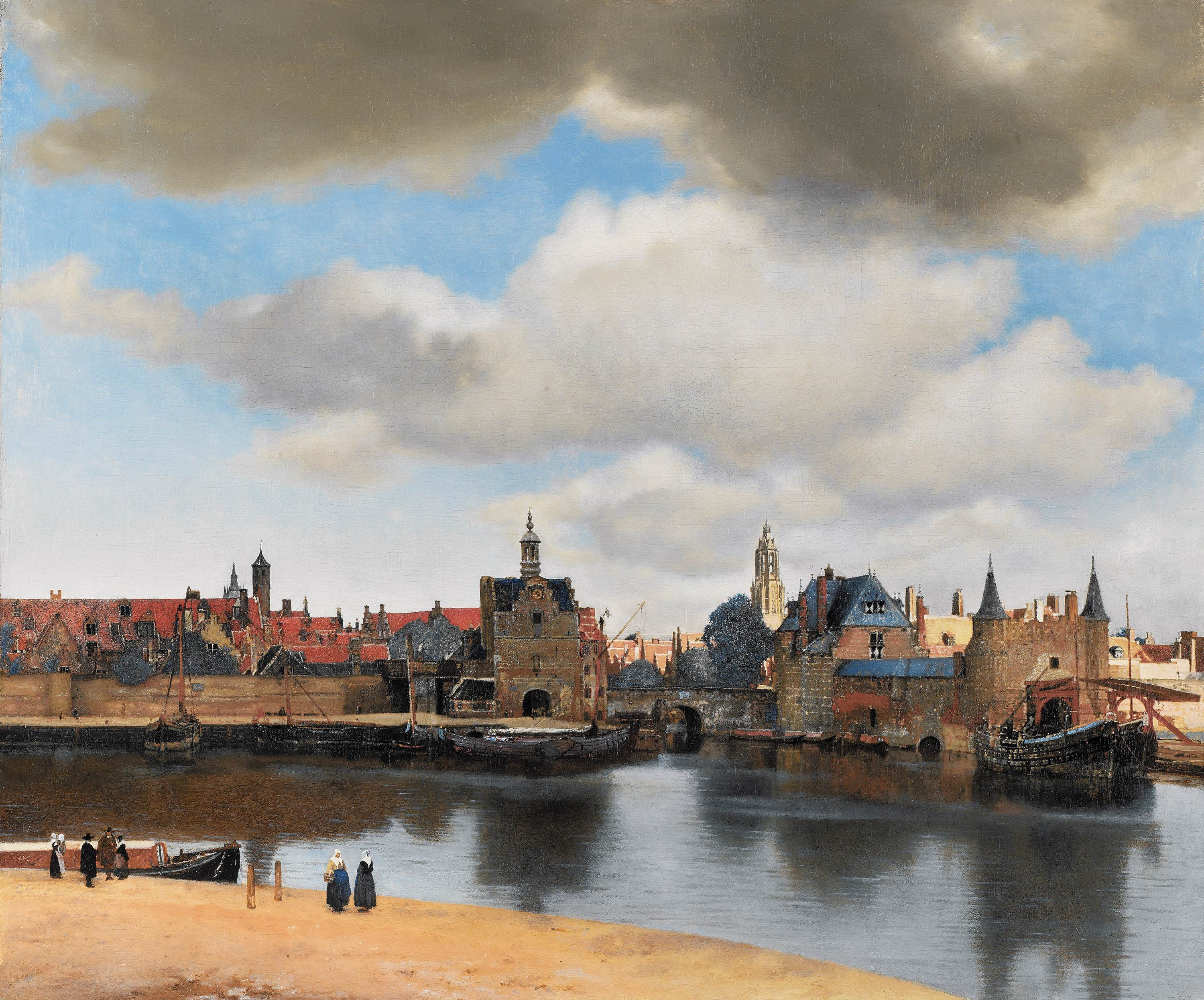
Jan Vermeer van Delft Delft látképe (1660 körül)
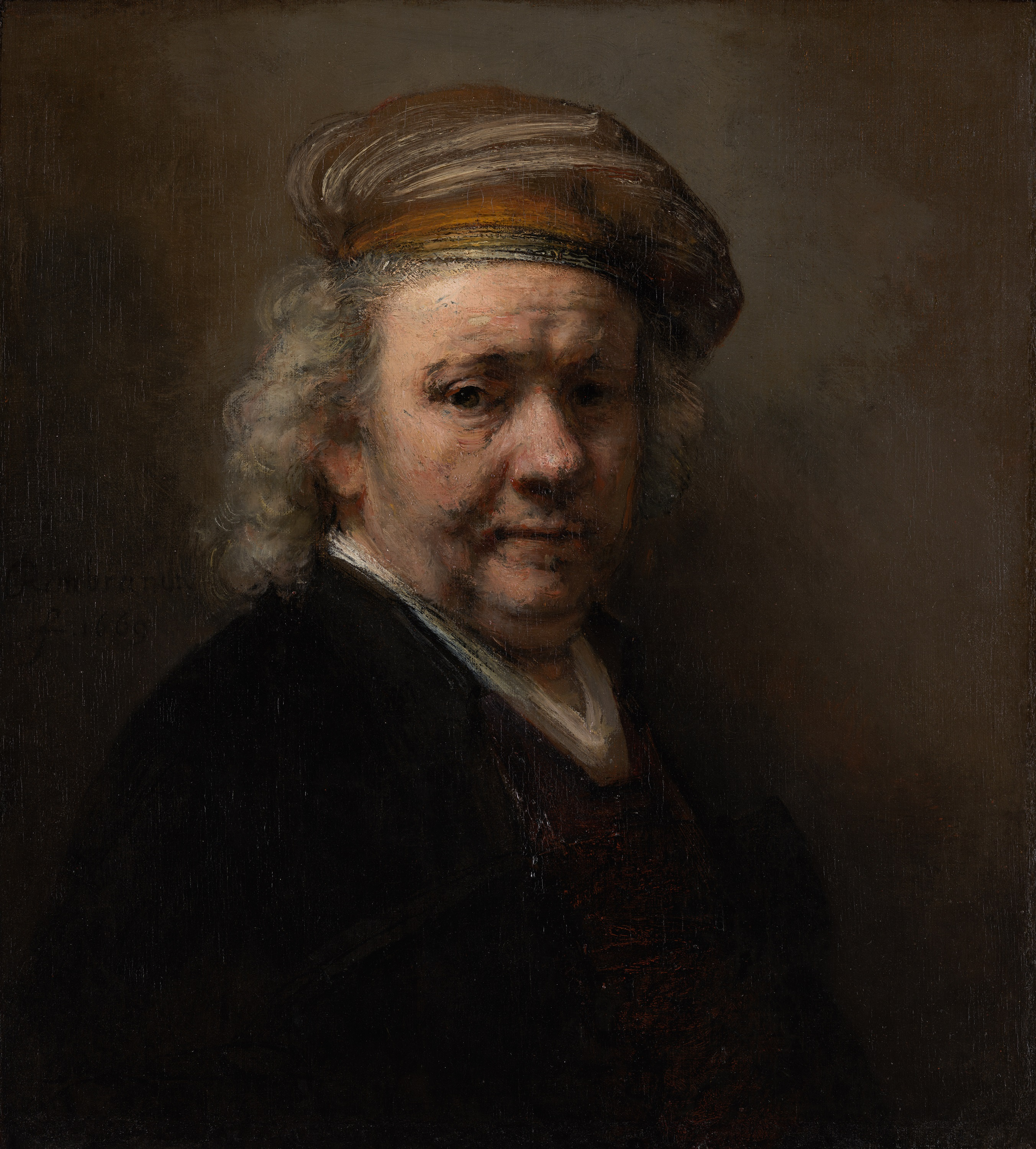
Rembrandt van Rijn Önarckép (1669)
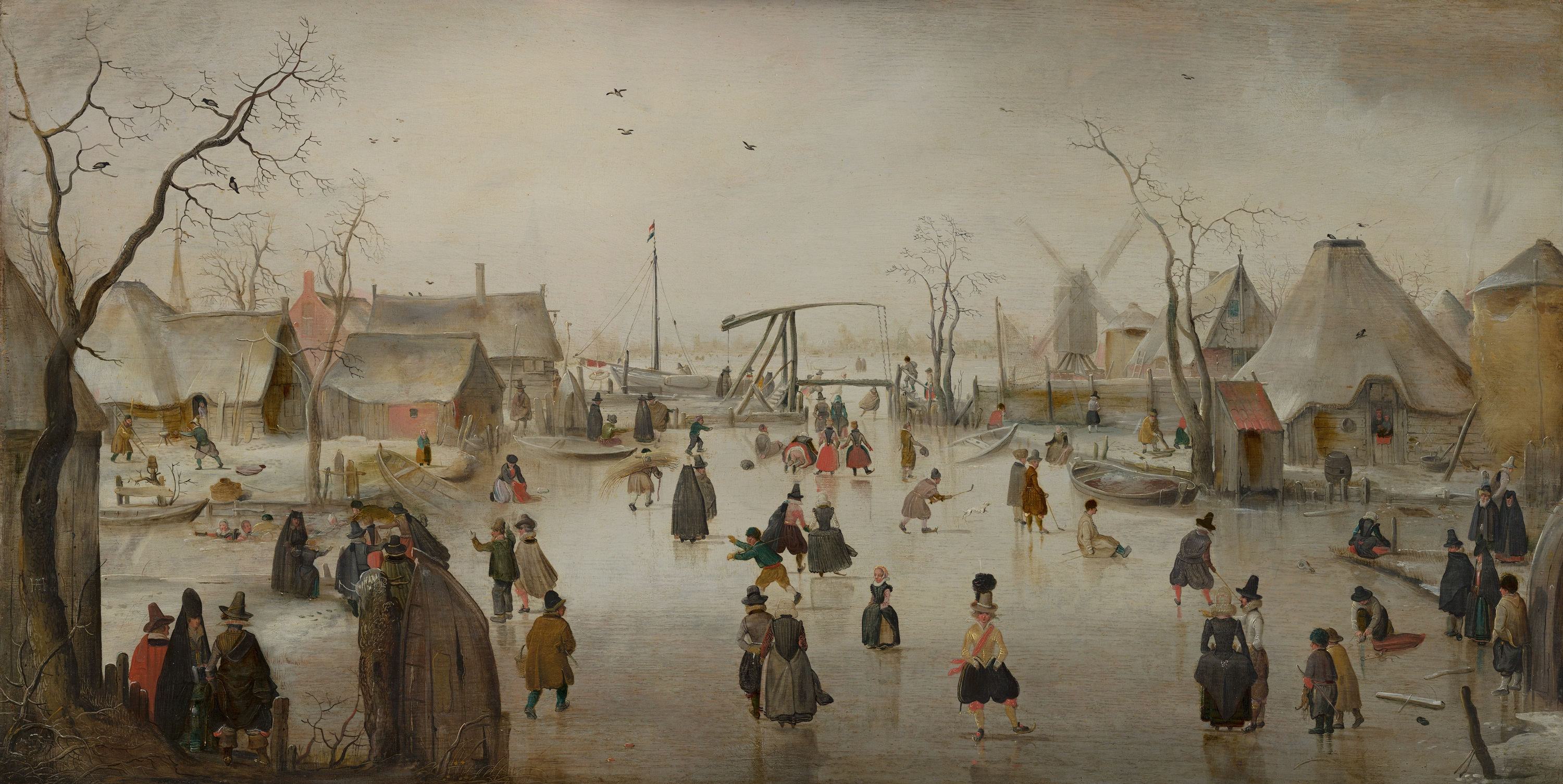
Hendrick Avercamp A jégen (1610 körül)